# Madīnat Asyūṭ al-Jadīdah
Madīnat Asyūṭ al-Jadīdah es un distrito de la gobernación de Asiut, Egipto. En julio de 2017 tenía una población estimada de 8065 habitantes.
Se encuentra ubicado aproximadamente en el centro del país, sobre el valle del Nilo.